# Hugobértidas
Los Hugobértidas eran una familia noble en el entorno de los primeros Carolingios. A través de sus emparentamiento con estos, desde el siglo VIII, consiguieron estar siempre a la cabeza del Reino de los Francos, siendo antepasados de Carlomagno.

## Listado
1. Theotar, dux
  1. NN, también Hugus/Chugus, en el 617 Mayordomo de palacio en Austrasia
    1. Hugobert (Chugoberctus), † antes de 698, 693/694 Senescal, 697 Conde palatino; ∞ Irmina de Oeren, † 704/710, Fundadora del Monasterio de Echternach
      1. Plektrudis, † 717, Fundadora del Monasterio de Santa María del Capitolio en Colonia; ∞ 670 Pipino de Heristal, f. 714 (Arnulfinger)
      2. Adela de Pfalzel, * 660, † después de 735, Fundadora del monasterio femenino Pfalzel; ∞ Odo, vir inluster.
        1. Alberich, X probablemente 715/721, ∞ Wastrada[1]
          1. Gregorio, Obispo de Utrecht, *706/707, f. 774
          2. NN
            1. Alberich I, Obispo de Utrecht, f. 784

        2.  ? Gerelind, 698 atestigua
        3.  ? Haderich, 698/699 atestigua

      3. Regintrud ∞ Theodo II, Duque de Baviera para 608-717/718 (Dinastía Agilolfinga)
      4. Chrodelind, 721 Testigo de la fundación de Prüm;[2] ∞ ? Bernhar, 721 Testigo de la fundación de Prüm (Wilhélmidas)
      5. Bertrada la Vieja, † 721, Fundadora de la Abadía de Prüm; ∞ NN
        1. Heribert (Charibert), Conde de Laon, 721 testifica, Mitstifter de Prüm
          1. Bertrada de Laon, f. 783; ∞ Pipino el Breve, † 768 (Carolingios)
            1. Carlomagno, f. 814

        2. más hijos, † antes de 721[3]

    2.  ? NN
      1.  ? Hugobert, f. 727, Obispo de Lieja[4]
        1. Florebert, 727, Obispo de Lieja